# Veikko Nuutinen
Veikko Ilmari Nuutinen, född 12 januari 1944 i Ruokolax, död 4 november 2022 i Helsingfors, var en finländsk skulptör. 
Nuutinen studerade 1965 vid Fria konstskolan, 1967 vid Konstindustriella läroverket och 1967–1968 vid Accademia di Belle Arti i Rom under Emilio Grecos ledning. Han ställde ut första gången 1968. Han har blivit känd för sina eleganta abstrakta skulpturer, som i början oftast var utförda i marmor. Mot slutet av 1970-talet övergick han till andra material såsom brons, aluminium och rostfritt stål, men har genomgående bevarat sitt ursprungliga, klassiskt influerade och personliga formspråk. Vid sidan av sina småskulpturer har han även utfört ett stort antal mera monumentala arbeten i olika miljöer inom- och utomhus samt porträttskulpturer, bland annat av Urho Kekkonen (1977). Han har innehaft flera förtroendeuppdrag inom olika konst- och konstnärsorganisationer och var sedan 1967 medlem av Kiila.

### Fotnoter
1. ↑  ”Muistokirjoitus | Veikko Nuutinen 1944–2022” (på finska). Helsingin Sanomat. 20 november 2022. https://www.hs.fi/muistot/art-2000009206269.html. Läst 26 februari 2024.